# Scholes (South Yorkshire)
Scholes è un paese della contea del South Yorkshire, in Inghilterra.